# IPhone (перше покоління)
iPhone (ретронімна назва — iPhone 1G, iPhone 2G, iPhone EDGE, iPhone 1, оригінальний iPhone) — перше покоління сенсорних смартфонів iPhone від корпорації Apple.
iPhone першого покоління був представлений на виставці MacWorld 9 січня 2007 року, 29 червня того ж року з'явився в магазинах. Він мав алюмінієву задню панель і невелику пластикову кришку в нижній частині апарата, що закривала антени GSM-приймача і Wi-Fi/Bluetooth.
Смартфон, як і передбачалося, об'єднав у собі всі можливості телефону, музичного плеєра і кишенькового комп'ютера. Однак він мав і низку недоліків. Одним з найістотніших з них, які викликали найбільшу критику, була відсутність підтримки 3G, що призвело до необхідності використання для доступу до інтернету істотно менш швидкісної технології — EDGE. Важливість підтримки 3G для пристрою, що позиціонується як інтернет-планшет, призвела до того, що саме цей аспект викликав найбільшу кількість фантазій щодо часу появи цієї технології в iPhone. За безпекою iPhone поступався комунікаторам BlackBerry і тому не набув поширення в корпоративному сегменті.
Вартість iPhone на момент початку продажів становила 499 доларів за модель з 4GB і 599 доларів за модель з 8GB вбудованої пам'яті.
iPhone був знятий з виробництва 24 червня 2010 року.

## Сприйняття
Журнал Time назвав iPhone винаходом року в 2007 році

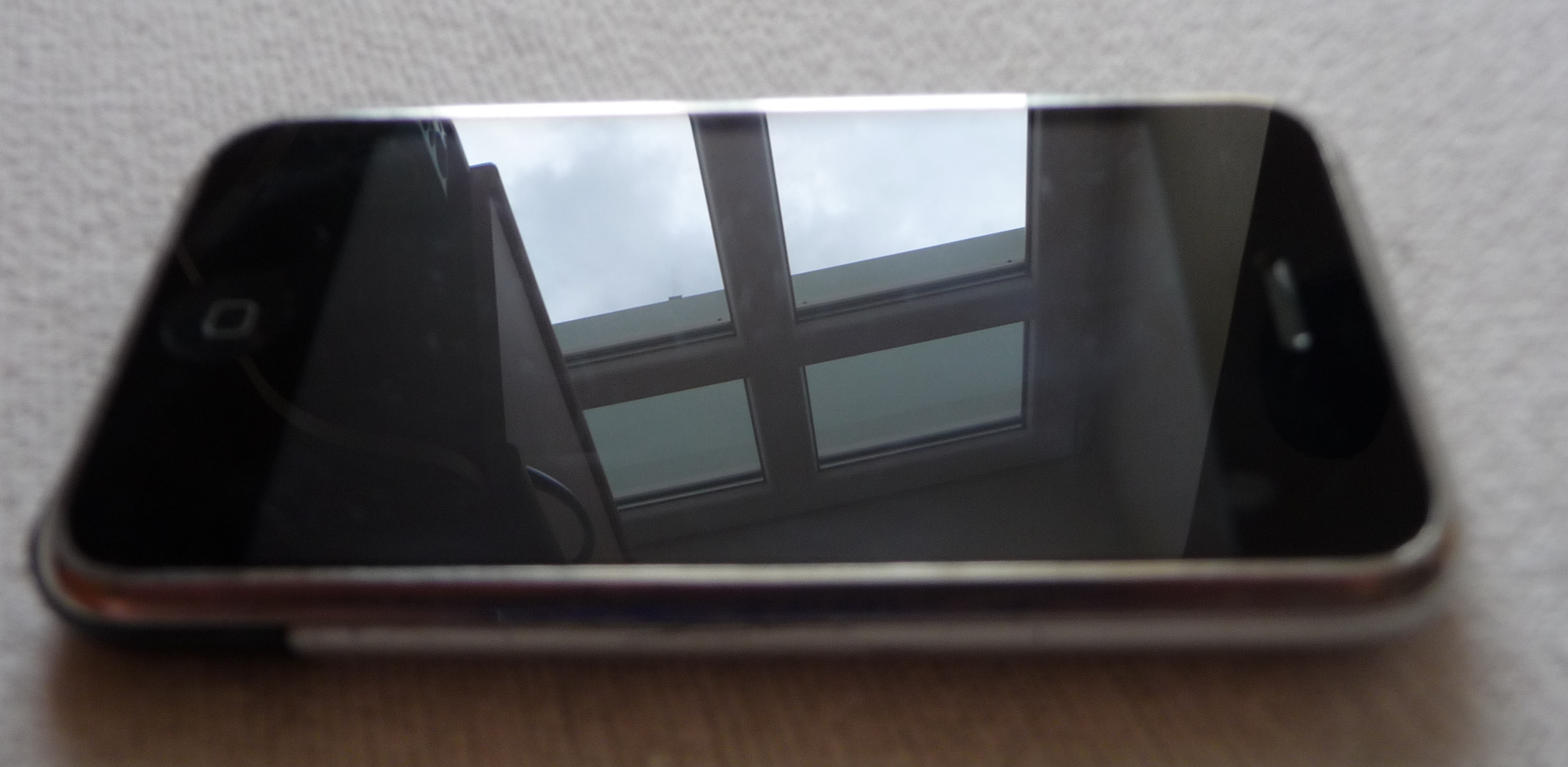
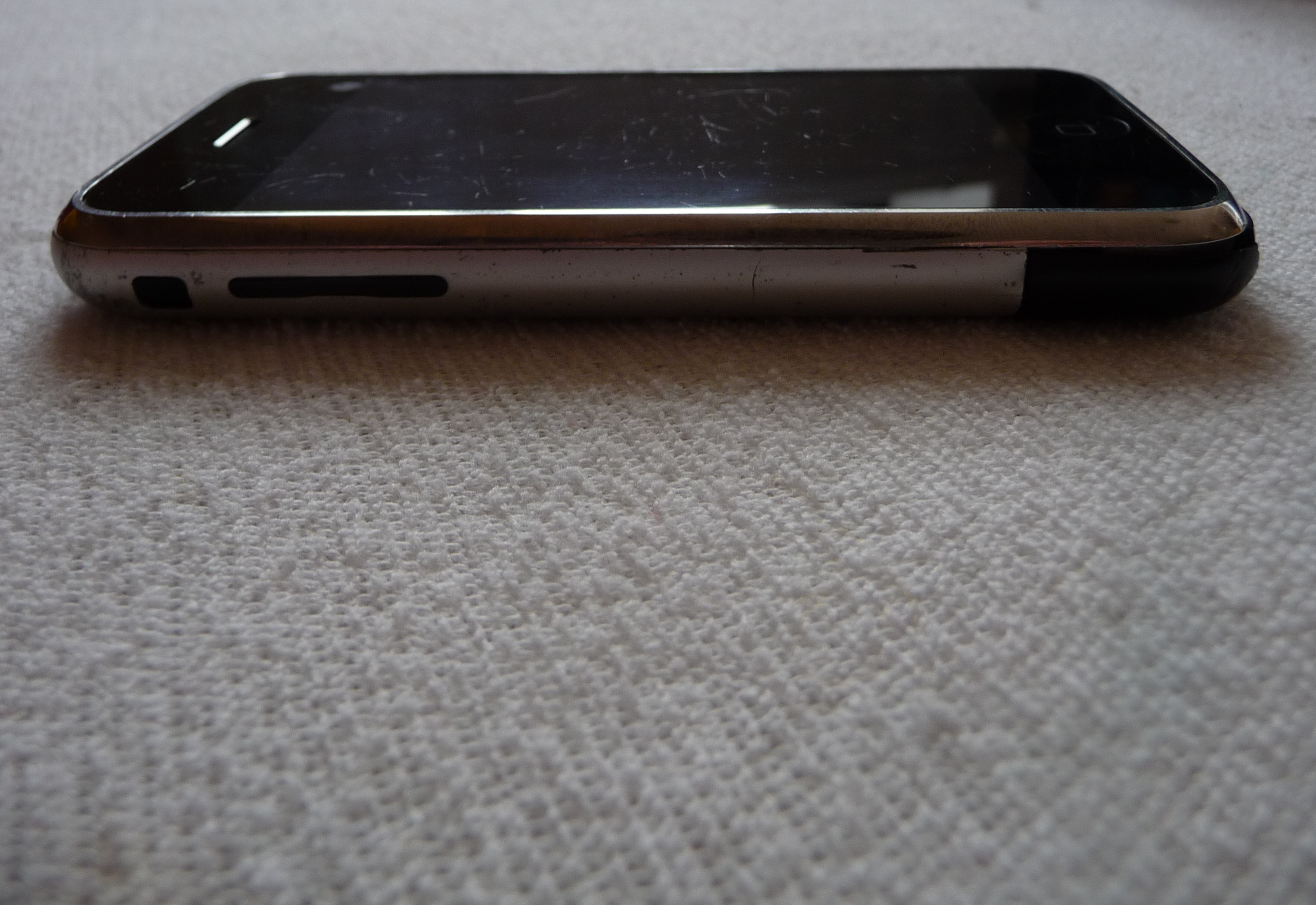
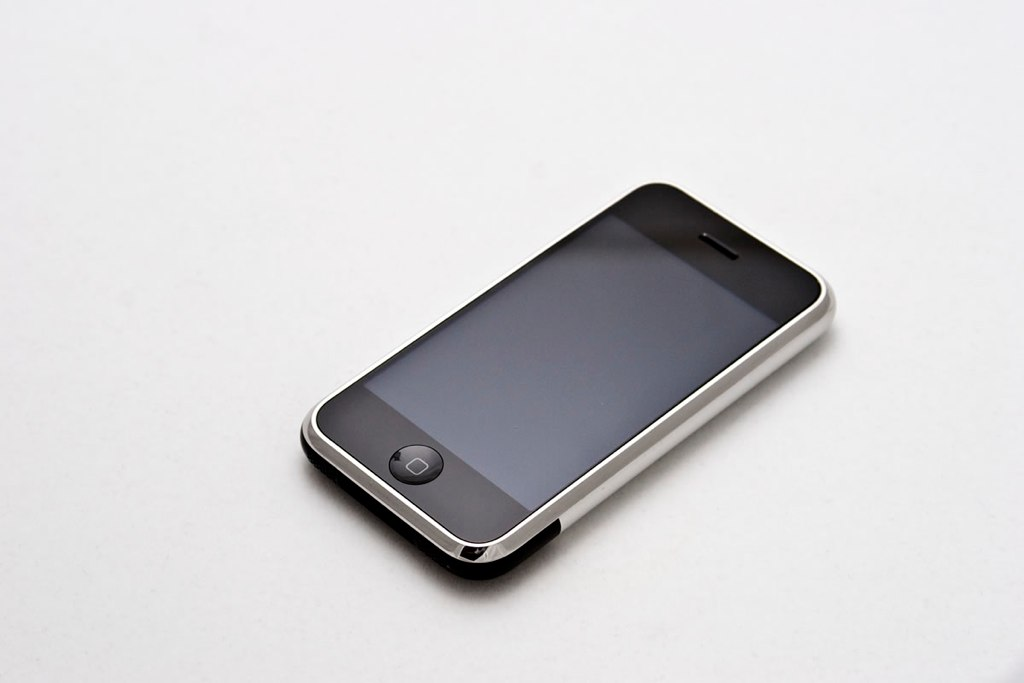
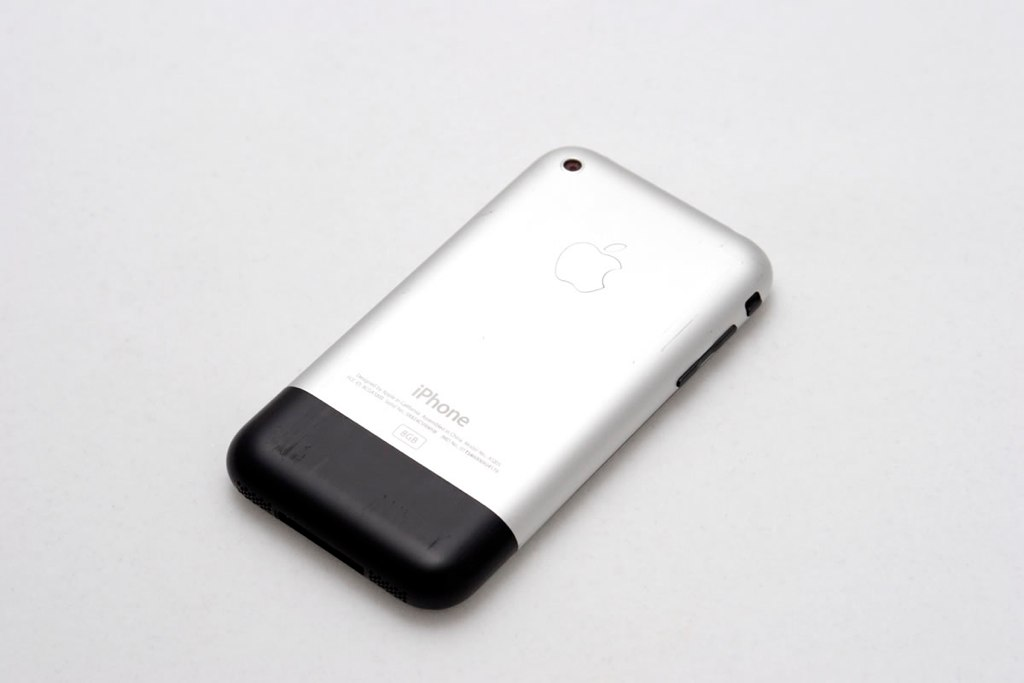
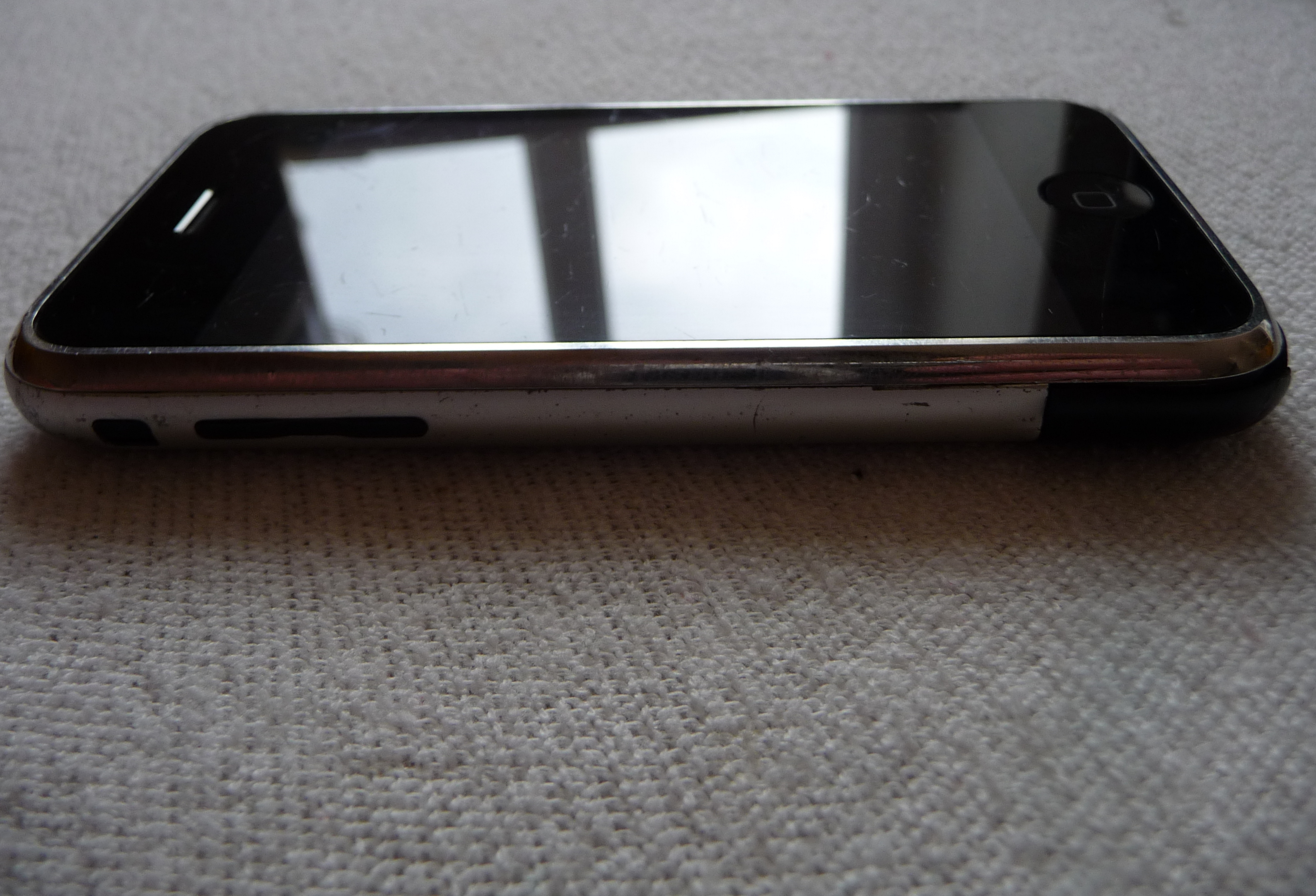
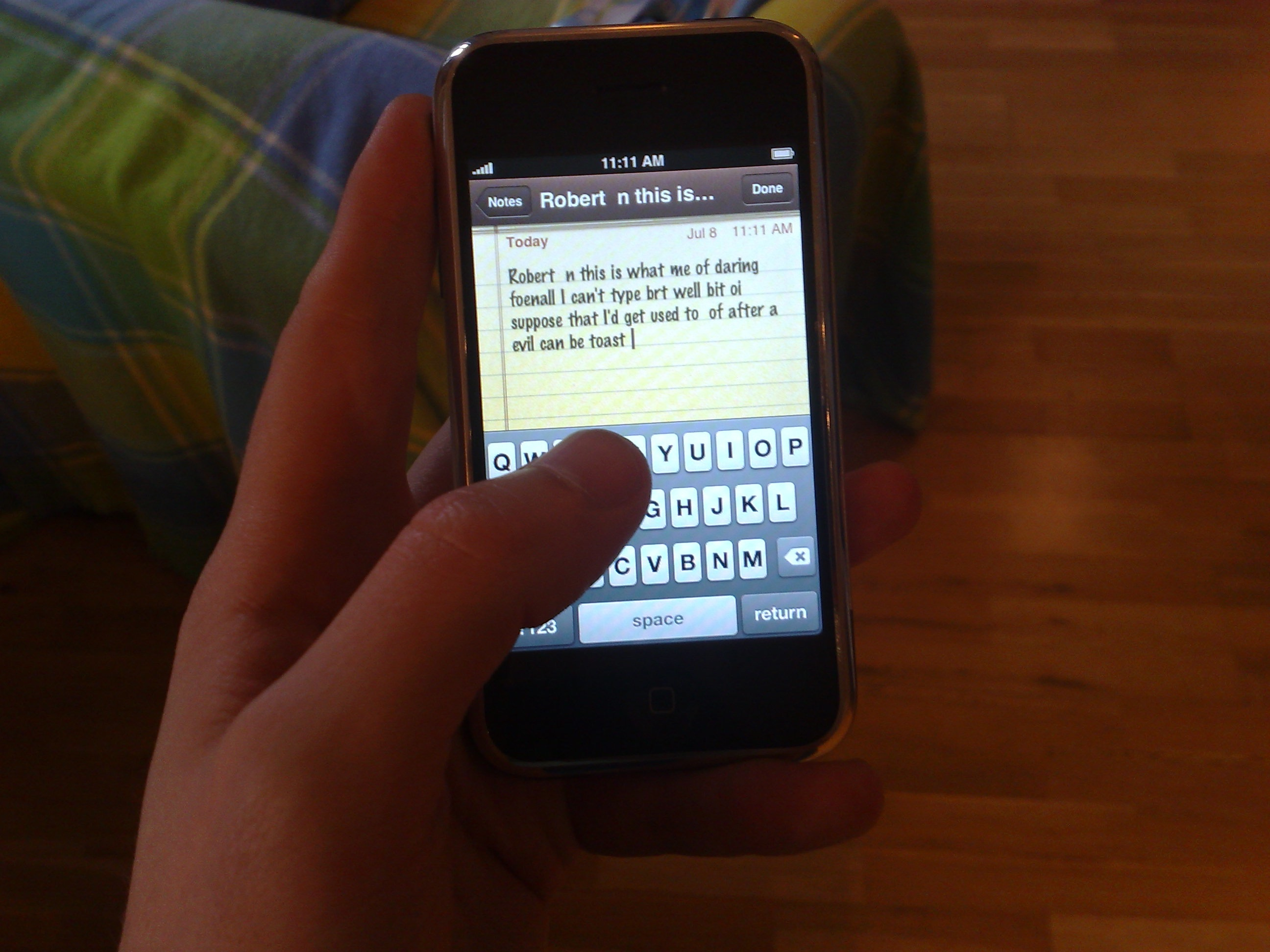
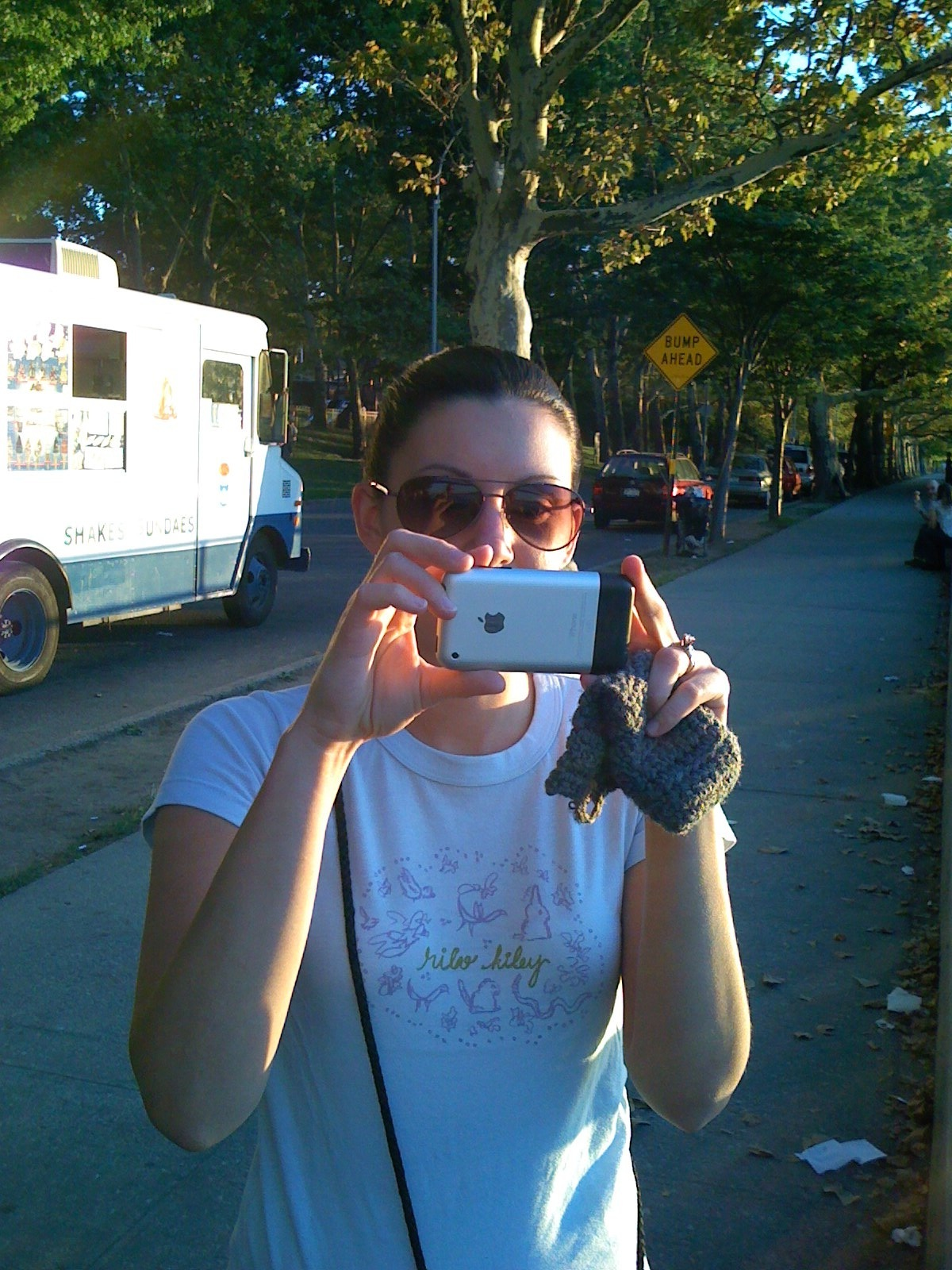
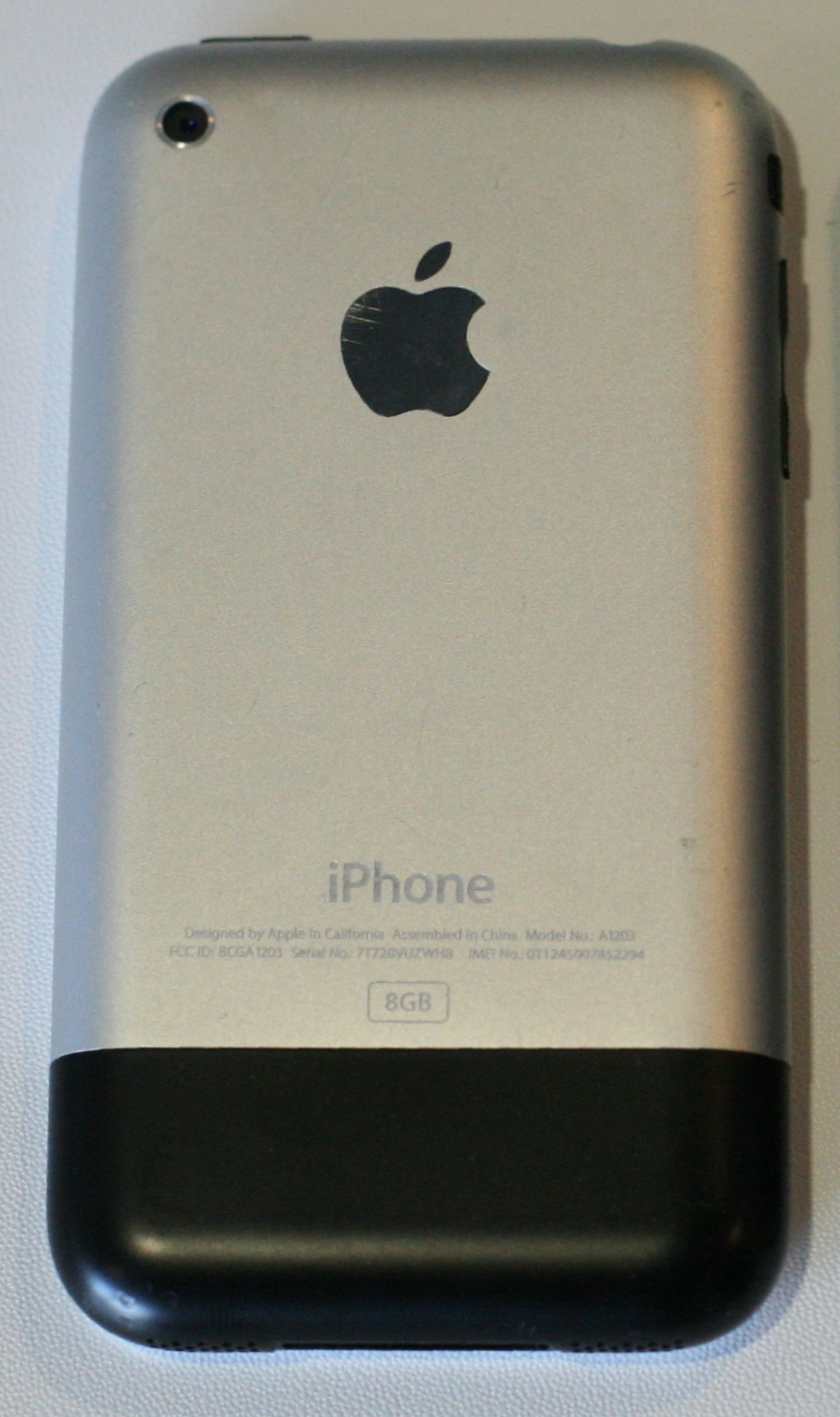